# Доисторический и раннеисторический период
Доисторический и раннеисторический период (нем. Ur- und Frühgeschichte, буквально: пра- и протоистория) — принятое в академической традиции Германии обозначение исторического периода с начала использования каменных орудий гоминидами в эпоху палеолита до укоренения письменности к эпохе Высокого Средневековья.
Историческая наука этого периода осознается в немецкой и нацистской традиции как археологическая дисциплина, изучающая вещественные источники. Праистория, или доисторический период, охватывает эпохи Каменного, Бронзового и Железного века. Протоистория занимается периодом, начавшимся с появлением письменности, памятники которой однако не являются ещё основными источниками для его изучения, каковыми они становятся только позднее, а именно начиная с XI века.

## Различие терминологии в немецкой и российской историографии
Таким образом, существует расхождение в традициях исторической периодизации в Германии и России. Несмотря на то, что в российской науке присутствует понятие Доисторический период, традиционно для его обозначения используется термин Первобытное общество, делающий акцент на социальную формацию, а не на археологические памятники. Понятие «Ранняя история», или протоистория, не употребляется в русскоязычной историографии.
«Доисторический и раннеисторический период» является официальным обозначением профиля научных институтов, кафедр или отделений в университетах Германии, Австрии и Швейцарии. Обозначения Vorgeschichte и Urgeschichte (нем. праистория) употребляются как синонимы.